# Shizitou
Een shizitou (spreek uit als [Sj Tz T'oow]), letterlijk "leeuwenkop", is een Chinees gerecht uit de Huaiyang-keuken. Het gerecht komt oorspronkelijk uit de stad Yangzhou in de provincie Jiangsu. Sizitou heette oorspronkelijk kuihuazhanrou (葵花斩肉). In de 19e en 20e eeuw werd shizitou ook een gerecht in de Sjanghaise keuken. 
Shizitou ziet eruit als een grote gehaktbal. Het wordt gaar gekookt in soep, gebraden of gefrituurd. Het is gemaakt van varkensvlees, gember, stengelui, kipeieren en wat zout. Zestig procent van het varkensvlees moet vettig zijn en 40 procent mager.